# Madracis fragilis
Espèce
Statut CITES
Madracis fragilis est une espèce de coraux de la famille des Pocilloporidae.

## Publication originale
- Neves & Johnsson, 2009 : Taxonomic revision of the southwestern Atlantic Madracis and the description of Madracis fragilis n. sp. (Scleractinia: Pocilloporidae), a new coral species from Brazil. Scientia Marina, vol. 73, pp. 739-746 (introduction) (en).